# MADROD
MADROD（マッドロッド）は日本の四国・徳島県を拠点に活動するロックバンド。

## 沿革
- 2014年、VoのTOMOとDrのWACKYが意気投合し、「わかりやすくかっこいいロック!」をコンセプトに結成。
- 2015年、1st音源「MADROD中毒」を発売し、ショートツアーを慣行。

同年に徳島で開催された野外フェスDRAGON FACTORY FESTIVAL2015に出演。
- 2016年、2nd音源「MAD☆UP」を発売。

同年、セカンドリリースツアーで北は北海道、南は九州まで全国約30ヶ所を周る。
- 2017年2月11日、徳島HOTRODにて約1年にわたるツアーのファイナルを迎えた。

## メンバー
- TOMO：ヴォーカル
- WACKY：ドラム
- HIDE：ギター

## ディスコグラフィー

### アルバム
|     | リリース | タイトル   | 曲目                                                                   |
| --- | -------- | ---------- | ---------------------------------------------------------------------- |
| 1st | 2015年   | MADROD中毒 | 1.BLACK BASS 2.nawakenaiya!! 3.夢の途中 4.ANUBIS 5.Biker's Night 6.SKY |
| 2nd | 2016年   | MAD☆UP     | 1.蟻地獄 2.VAMPIRE 3.Marry 4.The way to HEAVEN                         |

## タイアップ
- 「The way to HEAVEN」・・・徳島市CATVのケーブルテレビ徳島株式会社で放送されている音楽番組「RIDE音MUSIC　2ndRIDE」エンディング曲（2016年1月 - 放送中）